# El Amigo del Obrero (Granada)
El Amigo del Obrero fue un periódico editado en la ciudad española de Granada de manera intermitente en tres épocas: entre 1896 y 1897, en 1898 y en 1901.

## Historia
Fue fundado por el herrero Francisco Guerrero Vílchez en octubre de 1896. De periodicidad semanal, aparecía los martes y tenía su redacción en el Círculo tradicionalista. Los carlistas granadinos, que se hallaban divididos, contaban en aquel momento con otro periódico local, La Voz de Granada. Tanto este último como El Amigo del Obrero sufrirían procesos judiciales debido a sus escritos. Suspendió su publicación en junio de 1897.
En abril de 1898 inició su segunda época. Entre otras cosas, pidió mejoras en el Campo de los Mártires y viviendas para obreros. Su director, Guerrero Vílchez, y el redactor principal, Eugenio Zabala, fueron encarcelados en junio de 1898 por orden de la autoridad militar. Guerrero Vílchez fue sometido a un consejo de guerra. También fue procesado uno de sus colaboradores, Carlos Cruz Rodríguez, por delitos de imprenta.  Dejó de publicarse en verano porque no logró ver realizadas ciertas promesas de protección por parte de los «conspícuos» que constituían la Junta tradicionalista de Granada.
El 1 de marzo de 1899 Guerrero Vílchez fundó en Granada otro semanario carlista, La Verdad, pero tras la prohibición a la prensa carlista con motivo de la sublevación de Badalona en octubre de 1900, tuvo que cambiarle de nombre, que pasó a ser primero El Españolista y luego El Amigo del Obrero, que reapareció el 9 de mayo de 1901, titulándose solamente «católico españolista» y declarando que no seguía política alguna. En esta tercera época tuvo como redactor al joven Mariano Rodríguez Maza (Mazanini), antiguo redactor del periódico carlista madrileño La Escoba, por cuyos artículos había sido condenado en 1898 a dos años de prisión. Levantada la prohibición a la prensa carlista, en octubre del mismo año anunció que volvía a publicarse con el título de La Verdad.